# آردا توران
آردا توران (ترکی استانبولی: Arda Turan؛ زادهٔ ۳۰ ژانویهٔ ۱۹۸۷)، بازیکن سابق فوتبال اهل ترکیه است. این فوتبالیست سرانجام در سال ۲۰۲۲ و در سن ۳۵سالگی از دنیای فوتبال خداحافظی کرد. از باشگاه‌هایی که آردا توران در آنها بازی کرده می‌توان به گالاتاسارای ،مانیسااسپور، اتلتیکو مادرید، بارسلونا، اشاره کرد.

## زندگی حرفه‌ای

### آغاز
آردا توران در سال ۱۹۸۷در بایرام پاشای استانبول به دنیا آمد. وی در سال ۱۹۹۹ و در حالی که فقط ۱۲ سال داشت به گالاتاسرای پیوست و تا سال ۲۰۰۵ در جوانان گالاتاسرای بازی کرد و از سال ۲۰۰۵ تا ۲۰۱۱ در تیم اصلی زیر نظر مربیان بزرگی چون فاتح تریم کارکرد
در سال ۱۰–۲۰۰۹ در حالی که تنها ۲۲ سال داشت بازوبند کاپیتانی و شماره ۱۰ گالاتاسرای را ازآن خود کرد. توران در گالاتاسرای توانست یک بار قهرمانی در سوپر لیگ ترکیه و یک بار قهرمانی در سوپر جام ترکیه را تجربه کند.
اما در سال ۲۰۱۱ او یک پیشنهاد فوق‌العاده از اتلتیکو مادرید اسپانیا دریافت کرد و در سال ۲۰۱۱ به این تیم پیوست.

### بارسلونا
آردا توران پس از توافق ۲۹ میلیون پوندی بین بارسا و اتلتیکو و با قراردادی ۵ ساله، از ۲۰۱۵/۷/۷ رسماً بازیکن بارسلونا شد.
همچنین او در ۲ مارس ۲۰۱۶ اولین گل خود را در بارسلونا به ثمر رساند

### استانبول باشاک‌شهر
پس از این که آردا نتوانست در فصل ۱۸–۲۰۱۷ برای بارسلونا بازی انجام دهد، در فصل نقل و انتقالات زمستانی به باشگاه ترکیه‌ای استانبول باشاک‌شهر برای دو فصل و نیم قرض داده شد.

### بازگشت به گالاتاسرای
در ۵ اوت ۲۰۲۰ گالاتاسرای جذب توران را با قراردادی دو ساله اعلام کرد. به دلیل مصدومیت طولانی مدت فرناندو موسلرا او کاپیتان اول باشگاه شد. وی اولین بازی رسمی خود در فصل ۲۱–۲۰۲۰ را در سپتامبر همان سال مقابل غازی عینتاب اسپور در سوپر لیگ انجام داد.

## افتخارات

### باشگاهی

#### گالاتاسرای
- جام حذفی ترکیه (۱): ۲۰۰۴–۰۵
- سوپر لیگ ترکیه (۱): ۲۰۰۷–۰۸
- سوپر کاپ ترکیه (۱): ۲۰۰۸

#### اتلتیکو مادرید
- لیگ اروپا(۱): ۲۰۱۱–۱۲

- سوپرکاپ اروپا (۱): ۲۰۱۲
- لالیگا (۱): ۲۰۱۳–۱۴
- کوپا دل ری اسپانیا (۱): ۲۰۱۲–۱۳
- سوپرکاپ اسپانیا (۱): ۲۰۱۴
- نایب قهرمانی لیگ قهرمانان اروپا: ۲۰۱۴

#### بارسلونا
- لالیگا(۲۰۱۶)
- کوپا دل ری اسپانیا(۲۰۱۶)
- کوپا دل ری اسپانیا (۲۰۱۷)
- سوپرکاپ اسپانیا (۲۰۱۶)

#### تیم ملی فوتبال ترکیه
- حضور در نیمه نهایی جام ملتهای اروپا (۱): ۲۰۰۸

### فردی
- بهترین بازیکن سال ترکیه (۱): ۲۰۱۰
- بهترین بازیکن ترکیه‌ای شاغل در اروپا (۲): ۲۰۱۲، ۲۰۱۳
- بهترین بازیکن ترکیه به انتخاب روزنامه نگاران ورزشی (۴): ۲۰۰۸، ۲۰۰۹ ،۲۰۱۳ , ۲۰۱۴
- بیشترین پاس گل در سوپر لیگ ترکیه (۲): 2008-09 (9 Asist), 2009-10 (14 Asist)